# Panonska marka
Panonska marka ali Vzhodna marka (latinsko marcha orientalis, slovensko Panonska/Vzhodna krajina) je bilo obmejno ozemlje frankovskega Karolinškega cesarstva, poimenovano po bivši rimski provinci Panoniji. Panonska marka je bila del prejšnje večje Avarske marke.
V nekaterih dokumentih se omenja kot »terminum regni Baioariorum in Oriente« ali »vzhodni konec kraljestva Bavarcev«. Od tod izhaja tudi izraz »vzhodni konec Bavarskih vzhodnih mark«. Izraz Vzhodna marka se zdaj najpogosteje uporablja za označevanje  kasnejše Mejne grofije Avstrije, ustanovljene leta 976 kot nekakšne pozne države naslednice.
Panonska marka je bila ustanovljena  sredi 9. stoletja v deželah nekdanjega Avarskega kaganata za obrambo pred Velikomoravsko in je trajala le toliko časa, dokler je bila  Velikomoravska močna država. Vzhodnofrankovski kralji so za upravitelje marke imenovali mejne grofe (prefekte).

## Zgodovina
Karel Veliki, nekaj časa zaveznik bolgarskega kana Kruma, je po letu 791 sprožil več vojaških pohodov proti Avarom in na jugovzhodni meji svojega cesarstva ustanovil Avarsko marko (Avarijo), ki ji je vladal njegov svak, prefekt Gerold Bavarski. Ko je Avarski kaganat leta 804 dokončno propadel, je cesar Karel Veliki Avarijo reorganiziral in jo razdelil na več delov:
- Vzhodni del bivšega kaganata med rekama Donavo in Tiso so zasedli Bolgari.
- Avarska marka, kasnejša Panonska marka, je bila razdeljena na dva dela:
  - Spodnjo Panonijo med rekama Dravo in Savo (današnja Slavonija in zahodna Vojvodina). V tej regiji so bili naseljeni Slovani. Zgodovinski zapisi omenjajo več njihovih polavtonomnih vojvod. Nekateri so imeli sedež v Sisku in bili vazali furlanskih frankovskih vojvod. Nekateri so imeli sedež v Zalavárju in bili povezani s Slovani na severu in Velikomoravsko. Od leta 819 je bila Spodnja Panonija prizorišče upora vojvode Ljudevita Posavskega proti oblasti furlanskega vojvode Kadolaha in njegovega naslednika Baldrika. Kralj Ludvik Nemški je leta 839 na tem ozemlju ustanovil  slovansko vojvodino Spodnjo Panonijo, ki ji je vladal moravski nasprotnik knez Pribina s sedežem v Zalavárju ob Blatnem jezeru.
  - Zgornjo Panonijo, ki se je raztezala od reke Enns in Dunajskega gozda na severu do reke Drave na jugu (sedanja zahodna Madžarska in vzhodna Avstrija).

Leta 817 je cesar Ludvik Pobožni Bavarsko podelil svojemu mladoletnemu sinu Ludviku Nemškemu in bavarskima vzhodnima  markama  Traungau in Karantanija dodal Avarsko marko, ki se je nato preimenovala v Panonsko marko.
S sklepom cesarskega zbora iz leta 828 je bil Baldrik Furlanski odstavljen. Panonska marka je bila ločena in postala mejna marka proti Moravski znotraj frankovske Bavarske. Bavarski prefekti so se morali soočati z naraščajočo močjo moravskega kneza Mojmirja I., ki je v Vzhodni marki vodil separatistično politiko. Nova mejna marka, ki se je zdaj že imenovala Marcha orientalis, se je raztezala vzdolž Donave od Traungaua in nekdanje slovanske kneževine Karantanije do Szombathelya in reke Rábe, vključno z dunajsko kotlino. Z Verdunskim sporazumom iz leta 843 je Panonska marka skupaj z Bavarsko postala del Ludvikovega Vzhodnofrankovskega kraljestva. Moravska nevarnost se je nadaljevala. Leta 854 je bil prefekt Ratbod celo obtožen, da je sklenil zavezništvo z Mojmirjevim naslednikom knezom Rastislavom in bil odstavljen.
Dve leti kasneje je kralj Ludvik prepustil marko svojemu sinu Karlmanu Bavarskemu, ki je dal zgraditi utrdbi Herzogenburg in Wilhelmsburg ob reki Traisen in ju prepustil mejnima grofoma Viljemu II. in Engelšalku I. Leta 859  je dal zgraditi grad Tulln na Donavi. Leta 871 sta Viljem in Engelšalk umrla v bitki proti Moravcem, nakar je Karlman Zgornjo Panonijo podelil  njunemu tekmecu Aribu Avstrijskemu. Ko je Ludvik Nemški leta 876 umrl, ga je Karlman nasledil kot vzhodnofrankovski kralj in prepustil Spodnjo Panonijo svojemu sinu Arnulfu Koroškemu. Po letu 882 je njegovo vladavino oslabila vojna  mejnega grofa Engelšalka II. proti Aribonidom. Moravski knez Svetopolk I. je izkoristil priložnost in vdrl v panonske dežele. Leta 893 je Arnulf, od leta 887 vzhodnofrankovski kralj,  za prefekta postavil mejnega grofa Liutpolda Bavarskega.
Zdi se, da je do 890. let Panonska marka izginila skupaj z velikomoravsko grožnjo med madžarskimi vpadi v Evropo. Po porazu mejnega grofa Liutpolda v bitki pri Bratislavi leta 907 so bile izgubljene vse vzhodnofrankovske dežele onstran reke Enns.

## Mejni grofi
Seznam mejnih grofov ni popoln (januar 2016). Zaželeno je, da bi se dopolnil.
- Ratbod, prefekt ali mejni grof Vzhodne marke ali Panonije (833–854)
- Karlman Bavarski (od 856)
  - Viljem II. (do 871), skupaj z bratom
  - Engelšalkom I. (do 871)
- Aribo (871–909)
  - Engelšalk II., sin Engelšalka I., nasproti Aribu (do 893)
  - Liutpold Bavarski (893–907)

## Vira
- Timothy Reuter. Germany in the Early Middle Ages 800–1056. New York: Longman, 1991.
- Medieval Lands Project: Nobility of Austria.